# Bazylika Superga
Bazylika Superga (wł. Basilica di Superga) – katolicka świątynia wotywna i mauzoleum królewskie sabaudów zlokalizowane we włoskim Turynie (Piemont) na wzgórzu Superga (672 m n.p.m.). Stanowi jeden z najważniejszych symboli miasta i Piemontu.

## Historia i architektura

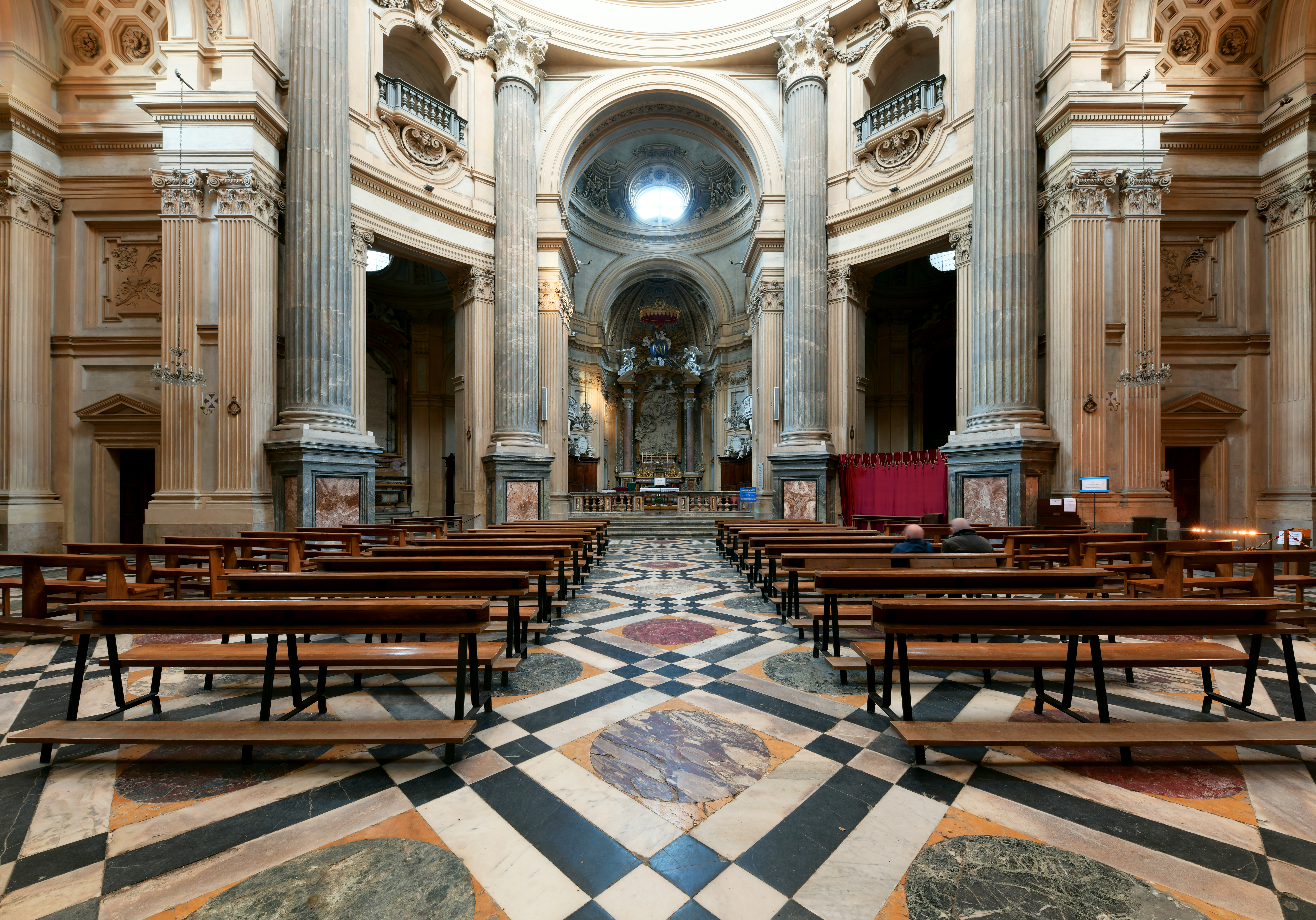
Wnętrze świątyni

Kościół powstał jako wotum za zwycięstwo militarne. Książę Wiktor Amadeusz II, podczas oblężenia przez wojska francuskie Turynu w 1706 (wojna o sukcesję hiszpańską), wspiął się wraz ze sztabem na Supergę celem obserwacji ruchów armii francusko-hiszpańskiej. Oblężenie trwało wówczas od czterech miesięcy i sytuacja Włochów była wysoce niepewna. Książę, znajdujący się w bardzo trudnej sytuacji, złożył przyrzeczenie Matce Bożej, że jeśli uda mu się obronić miasto, to wybuduje w tym miejscu świątynię dziękczynną. Ostatecznie Turyn ocalał, w związku z czym Wiktor Amadeusz niezwłocznie przystąpił do prac budowlanych.
Autorem projektu barokowej budowli na planie koła był architekt i rzeźbiarz, Filippo Juvara z Mesyny. Budowa trwała od 1717 do 1731. Fasada reprezentuje styl klasycystyczny. Całość wieńczy okazała kopuła wsparta na parach kolumn. Zdobiona jest licznymi oknami i wieżyczkami o cebulastych hełmach. Wewnątrz umieszczono grobowce władców dynastii sabaudzkiej.

## Otoczenie
Na zewnątrz znajduje się miejsce pamięci, przypominające katastrofę lotniczą samolotu Fiat G.212, w której 4 maja 1949 zginęło 31 osób, w tym osiemnastu piłkarzy drużyny AC Torino, rozbijając się o mury kościoła. Z tarasów widokowych przy kościele widoczna jest panorama Turynu i Alp.
Przy bazylice znajduje się górna stacja tramwaju zębatego Sasso-Superga (dawniej była to kolej linowo-torowa), łączącego kościół i wzgórze z położoną niżej, przy sieci tramwajowej, dzielnicą Sasso.